# Cerezo Osaka 2013
Questa voce raccoglie le informazioni riguardanti il Cerezo Osaka nelle competizioni ufficiali della stagione 2013.

## Maglie e sponsor
La Mizuno crea un nuovo motivo decorativo che consiste in una striscia di colore blu scuro sulle spalle. Tutti gli sponsor ufficiali della stagione precedente (Yanmar, Kincho, Nippon Ham, Sanyu) vengono confermati.
| Manica sinistra · Maglietta · Maglietta · Manica destra · Pantaloncini · Calzettoni | Manica sinistra · Maglietta · Maglietta · Manica destra · Pantaloncini · Calzettoni |  |

## Rosa
| N. |                     | Ruolo | Calciatore        |
| -- | ------------------- | ----- | ----------------- |
| 1  | Giappone (bandiera) | P     | Yōhei Takeda      |
| 2  | Giappone (bandiera) | D     | Takahiro Ōgihara  |
| 3  | Giappone (bandiera) | D     | Teruyuki Moniwa   |
| 4  | Giappone (bandiera) | D     | Kōta Fujimoto     |
| 6  | Giappone (bandiera) | C     | Hotaru Yamaguchi  |
| 7  | Giappone (bandiera) | D     | Tōru Araiba       |
| 8  | Giappone (bandiera) | C     | Yōichirō Kakitani |
| 9  | Brasile (bandiera)  | A     | Edno              |
| 10 | Giappone (bandiera) | C     | Jumpei Kusukami   |
| 11 | Giappone (bandiera) | A     | Ryūji Bando       |
| 13 | Giappone (bandiera) | A     | Takumi Minamino   |
| 14 | Giappone (bandiera) | C     | Yūsuke Maruhashi  |
| 15 | Giappone (bandiera) | C     | Takamitsu Yoshino |
| 16 | Giappone (bandiera) | C     | Takuma Edamura    |
| 17 | Giappone (bandiera) | C     | Noriyuki Sakemoto |

| N. |                          | Ruolo | Calciatore        |
| -- | ------------------------ | ----- | ----------------- |
| 18 | Giappone (bandiera)      | C     | Tomonobu Yokoyama |
| 19 | Giappone (bandiera)      | A     | Ryō Nagai         |
| 20 | Giappone (bandiera)      | A     | Kenyu Sugimoto    |
| 21 | Corea del Sud (bandiera) | P     | Kim Jin-Hyeon     |
| 22 | Giappone (bandiera)      | P     | Daisuke Tada      |
| 23 | Giappone (bandiera)      | D     | Tatsuya Yamashita |
| 24 | Giappone (bandiera)      | C     | Masato Kurogi     |
| 25 | Giappone (bandiera)      | C     | Daichi Akiyama    |
| 26 | Corea del Sud (bandiera) | P     | Gu Sung-Yun       |
| 27 | Giappone (bandiera)      | C     | Shota Inoue       |
| 28 | Giappone (bandiera)      | C     | Daiki Kogure      |
| 29 | Brasile (bandiera)       | C     | Fábio Simplício   |
| 30 | Brasile (bandiera)       | C     | Branquinho        |
| 31 | Giappone (bandiera)      | C     | Takeru Okada      |
| 32 | Giappone (bandiera)      | D     | Kenta Mukuhara    |

## Calciomercato

### Sessione invernale
| Cessioni | Cessioni        | Cessioni            | Cessioni      |
| R.       | Nome            | a                   | Modalità      |
| -------- | --------------- | ------------------- | ------------- |
| P        | Yōhei Takeda    | Shimizu S-Pulse     | definitivo    |
| P        | Gu Sung-Hyun    | Jaehyun High School | definitivo    |
| D        | Kenta Mukuhara  | FC Tokyo            | prestito      |
| D        | Tōru Araiba     | Kashima Antlers     | definitivo    |
| D        | Ryosuke Tada    | Oita Trinita        | fine prestito |
| D        | Kim Chang-Hun   | Oita Trinita        | fine prestito |
| C        | Jumpei Kusukami | Kawasaki Frontale   | definitivo    |
| C        | Branco          | Montedio Yamagata   | fine prestito |
| C        | Naoto Noguchi   | Oita Trinita        | prestito      |
| A        | Edno            | Tigres UANL         | prestito      |

| Cessioni | Cessioni          | Cessioni                  | Cessioni      |
| R.       | Nome              | da                        | Modalità      |
| -------- | ----------------- | ------------------------- | ------------- |
| P        | Kenya Matsui      | Tokushima Vortis          | prestito      |
| P        | Kenjiro Ogino     | Albirex Niigata Singapore | definitivo    |
| D        | Ryosuke Tada      | Thespa Gunma              | prestito      |
| D        | Arata Kodama      | Oita Trinita              | definitivo    |
| D        | Tetsuya Funatsu   | Kataller Toyama           | fine prestito |
| D        | Kim Chang-Hun     | Mipo Dolphin              | prestito      |
| C        | Kim Song-Gi       | Vissel Kōbe               | prestito      |
| C        | Kazuya Murata     |                           | svincolato    |
| C        | Kanta Goto        |                           | svincolato    |
| C        | Naoto Noguchi     | MIO Biwako Shiga          | prestito      |
| C        | Daisuke Takahashi |                           | svincolato    |
| C        | Heberty           | Thespa Gunma              | fine prestito |

### Sessione estiva
| Cessioni | Cessioni     | Cessioni | Cessioni   |
| R.       | Nome         | a        | Modalità   |
| -------- | ------------ | -------- | ---------- |
| P        | Daisuke Tada |          | svincolato |

| Cessioni | Cessioni     | Cessioni            | Cessioni |
| R.       | Nome         | da                  | Modalità |
| -------- | ------------ | ------------------- | -------- |
| C        | Shota Inoue  | Giravanz Kitakyushu | prestito |
| C        | Takeru Okada | Nagano Parceiro     | prestito |
| A        | Ryūji Bando  | Sagan Tosu          | prestito |

## Risultati

### Campionato

#### Girone di andata
| Arbitro: | Baba |

|              |           |  |
| Kakitani 89’ | Marcatori |  |

| Arbitro: | Imamura |

|          |           |                           |
| Hugo 37’ | Marcatori | 6’ Kakitani 77’ Yamaguchi |

| Arbitro: | Sato |

|               |           |  |
| Yamaguchi 47’ | Marcatori |  |

| Arbitro: | Yamamoto |

|              |           |     |
| Kakitani 51’ | Marcatori | 32’ |

| Arbitro: | Nakamura |

|          |           |  |
| Endo 58’ | Marcatori |  |

| Arbitro: | Fukushima |

|              |           |                             |
| Kakitani 45’ | Marcatori | 1’ Kanazawa 85’ Ljubijankič |

| Arbitro: | Sato |

|          |           |             |
| Baré 33’ | Marcatori | 11’ Ogihara |

| Osaka 27 aprile 2013, ore 14:04 UTC+9 8ª giornata | Cerezo Osaka | 0 – 0 referto | Oita Trinita | Nagai Stadium (14 037 spett.)\| Arbitro: \| Hirose \| |
| Arbitro:                                          | Hirose       |               |              |                                                       |

| Arbitro: | Murakami |

|  |           |                                 |
|  | Marcatori | 47’ Yamaguchi 79’, 88’ Kakitani |

| Arbitro: | Ogiya |

|                            |           |                        |
| Sugimoto 63’ Yamaguchi 87’ | Marcatori | 71’ Haraguchi 82’ Nasu |

| Arbitro: | Takayama |

|                       |           |                          |
| Okubo 73’, 83’ (rig.) | Marcatori | 8’ Edamura 31’ Simplício |

| Arbitro: | Matsuo |

|          |           |                                     |
| Kudo 26’ | Marcatori | 45+3’ Yamaguchi 77’, 90+4’ Kakitani |

| Arbitro: | Kimura |

|                        |           |               |
| Cunha 57’ Kakitani 67’ | Marcatori | 90+1’ Kennedy |

| Arbitro: | Sato |

|                      |           |                       |
| Maeda 60’ Yamada 61’ | Marcatori | 58’ Minamoto 71’ Edno |

| Arbitro: | Okabe |

|                            |           |                  |
| Kakitani 12’ Simplício 90’ | Marcatori | 90+2’ Marquinhos |

| Arbitro: | Yoshida |

|                |           |  |
| Takahagi 90+5’ | Marcatori |  |

| Arbitro: | Inoue |

|                                                      |           |  |
| Yamaguchi 6’ Sakemoto 69’ Yokoyama 78’ Yamashita 86’ | Marcatori |  |

#### Girone di ritorno
| Niigata 31 luglio 2013 18ª giornata | Albirex Niigata | – | Cerezo Osaka | Niigata Stadium |

| Osaka 3 agosto 2013 19ª giornata | Cerezo Osaka | – | Ventforet Kofu | Nagai Stadium |

| Saitama 10 agosto 2013 20ª giornata | Omiya Ardija | – | Cerezo Osaka | NACK5 Stadium Ōmiya |

| Osaka 17 agosto 2013 21ª giornata | Cerezo Osaka | – | Shimizu S-Pulse | Nagai Stadium |

| Nagoya 24 agosto 2013 22ª giornata | Nagoya Grampus | – | Cerezo Osaka | Mizuho Athletic Stadium |

| Sendai 28 agosto 2013 23ª giornata | Vegalta Sendai | – | Cerezo Osaka | Yurtec Stadium Sendai |

| Osaka 31 agosto 2013 24ª giornata | Cerezo Osaka | – | Kawasaki Frontale | Nagai Stadium |

| Yokohama 14 settembre 2013 25ª giornata | Yokohama F·Marinos | – | Cerezo Osaka | Nissan Stadium |

| Osaka 21 settembre 2013 26ª giornata | Cerezo Osaka | – | Kashiwa Reysol | Nagai Stadium |

| Osaka 28 settembre 2013 27ª giornata | Cerezo Osaka | – | Júbilo Iwata | Nagai Stadium |

| Oita 5 ottobre 2013 28ª giornata | Oita Trinita | – | Cerezo Osaka | Oita Bank Dome |

| Osaka 19 ottobre 2013 29ª giornata | Cerezo Osaka | – | Shonan Bellmare | Nagai Stadium |

| Tosu 27 ottobre 2013 30ª giornata | Sagan Tosu | – | Cerezo Osaka | Best Amenity Stadium |

| Tokyo 10 novembre 2013 31ª giornata | FC Tokyo | – | Cerezo Osaka | Tokyo Stadium |

| Osaka 23 novembre 2013 32ª giornata | Cerezo Osaka | – | Sanfrecce Hiroshima | Nagai Stadium |

| Osaka 30 novembre 2013 33ª giornata | Cerezo Osaka | – | Kashima Antlers | Nagai Stadium |

| Saitama 7 dicembre 2013 34ª giornata | Urawa Reds | – | Cerezo Osaka | Saitama Stadium 2002 |

### Coppa Yamazaki Nabisco
| Arbitro: | Fukushima |

|            |           |              |
| Tamada 69’ | Marcatori | 47’ Kakitani |

| Arbitro: | Iida |

|              |           |                           |
| Marutani 64’ | Marcatori | 1’ Minamino 75’ Yamaguchi |

| Arbitro: | Ogiya |

|                  |           |              |
| Okamoto 61’, 85’ | Marcatori | 30’ Kakitani |

| Arbitro: | Kubota |

|                                  |           |         |
| Kakitani 55’ Fábio Simplício 69’ | Marcatori | 61’ Lee |

| Arbitro: | Kubota |

|                            |           |          |
| Maruhashi 74’ Minamino 86’ | Marcatori | 1’ Kanai |

| Arbitro: | Okabe |

|                      |           |          |
| Endo 2’ Kakitani 32’ | Marcatori | 32’ Davi |

| Arbitro: | Toma |

|  |           |                |
|  | Marcatori | 9’, 56’ Koroki |

| Arbitro: | Iida |

|             |           |             |
| Umesaki 34’ | Marcatori | 6’ Minamino |

## Statistiche

### Statistiche di squadra
| Competizione         | Punti | Totale | Totale | Totale | Totale | Totale | Totale | D.R. |
| Competizione         | Punti | G      | V      | N      | P      | Gf     | Gs     | D.R. |
| -------------------- | ----- | ------ | ------ | ------ | ------ | ------ | ------ | ---- |
| J. League Division 1 | 59    | 34     | 16     | 11     | 7      | 53     | 52     | +18  |
| Nabisco Cup          | 13    | 8      | 4      | 2      | 2      | 11     | 10     | -    |
| Totale               |       | 42     | 20     | 13     | 9      | 64     | 62     |      |

### Statistiche dei giocatori
| Giocatore     | J1 League | J1 League | J1 League   | J1 League  | J. League Cup | J. League Cup | J. League Cup | J. League Cup | Coppa dell'Imperatore | Coppa dell'Imperatore | Coppa dell'Imperatore | Coppa dell'Imperatore | Totale   | Totale | Totale      | Totale     |
| Giocatore     | Presenze  | Reti      | Ammonizioni | Espulsioni | Presenze      | Reti          | Ammonizioni   | Espulsioni    | Presenze              | Reti                  | Ammonizioni           | Espulsioni            | Presenze | Reti   | Ammonizioni | Espulsioni |
| ------------- | --------- | --------- | ----------- | ---------- | ------------- | ------------- | ------------- | ------------- | --------------------- | --------------------- | --------------------- | --------------------- | -------- | ------ | ----------- | ---------- |
| D. Akiyama    | 0         | 0         | 0           | 0          | 0             | 0             | 0             | 0             | ?                     | ?                     | ?                     | ?                     | 0+       | 0+     | 0+          | 0+         |
| T. Araiba     | 11        | 0         | 2           | 0          | 4             | 0             | 0             | 0             | ?                     | ?                     | ?                     | ?                     | 15+      | 0+     | 2+          | 0+         |
| R. Bando      | 0         | 0         | 0           | 0          | 2             | 0             | 1             | 1             | ?                     | ?                     | ?                     | ?                     | 2+       | 0+     | 1+          | 1+         |
| Branquinho    | 5         | 0         | 1           | 0          | 1             | 0             | 0             | 0             | ?                     | ?                     | ?                     | ?                     | 6+       | 0+     | 1+          | 0+         |
| T. Edamura    | 24        | 2         | 3           | 0          | 5             | 0             | 0             | 0             | ?                     | ?                     | ?                     | ?                     | 29+      | 2+     | 3+          | 0+         |
| Edno          | 28        | 5         | 3           | 0          | 7             | 1             | 2             | 0             | ?                     | ?                     | ?                     | ?                     | 35+      | 6+     | 5+          | 0+         |
| K. Fujimoto   | 28        | 0         | 6           | 1          | 5             | 0             | 1             | 0             | ?                     | ?                     | ?                     | ?                     | 33+      | 0+     | 7+          | 1+         |
| Y. Kakitani   | 34        | 21        | 0           | 0          | 8             | 3             | 0             | 0             | ?                     | ?                     | ?                     | ?                     | 42+      | 24+    | 0+          | 0+         |
| Kim Jin-Hyeon | 34        | -?        | 2           | 0          | 8             | -?            | 0             | 0             | ?                     | -?                    | ?                     | ?                     | 42+      | -?     | 2+          | 0+         |
| D. Kogure     | 3         | 0         | 0           | 0          | 0             | 0             | 0             | 0             | ?                     | ?                     | ?                     | ?                     | 3+       | 0+     | 0+          | 0+         |
| M. Kurogi     | 1         | 0         | 0           | 0          | 0             | 0             | 0             | 0             | ?                     | ?                     | ?                     | ?                     | 1+       | 0+     | 0+          | 0+         |
| J. Kusukami   | 24        | 0         | 3           | 0          | 5             | 0             | 0             | 0             | ?                     | ?                     | ?                     | ?                     | 29+      | 0+     | 3+          | 0+         |
| Y. Maruhashi  | 31        | 0         | 2           | 0          | 8             | 1             | 1             | 0             | ?                     | ?                     | ?                     | ?                     | 39+      | 1+     | 3+          | 0+         |
| T. Minamino   | 29        | 5         | 0           | 0          | 8             | 3             | 0             | 0             | ?                     | ?                     | ?                     | ?                     | 37+      | 8+     | 0+          | 0+         |
| T. Moniwa     | 16        | 0         | 0           | 0          | 8             | 3             | 0             | 0             | ?                     | ?                     | ?                     | ?                     | 24+      | 3+     | 0+          | 0+         |
| K. Mukuhara   | 4         | 0         | 1           | 0          | 1             | 1             | 1             | 0             | ?                     | ?                     | ?                     | ?                     | 5+       | 1+     | 2+          | 0+         |
| T. Ogihara    | 32        | 2         | 5           | 0          | 8             | 0             | 0             | 0             | ?                     | ?                     | ?                     | ?                     | 40+      | 2+     | 5+          | 0+         |
| N. Sakemoto   | 29        | 1         | 6           | 0          | 4             | 0             | 0             | 0             | ?                     | ?                     | ?                     | ?                     | 33+      | 1+     | 6+          | 0+         |
| F. Simplício  | 31        | 4         | 4           | 0          | 5             | 1             | 0             | 0             | ?                     | ?                     | ?                     | ?                     | 36+      | 5+     | 4+          | 0+         |
| K. Sugimoto   | 30        | 3         | 3           | 0          | 6             | 0             | 0             | 0             | ?                     | ?                     | ?                     | ?                     | 36+      | 3+     | 3+          | 0+         |
| Gu Sung-Yun   | 0         | 0         | 0           | 0          | 0             | 0             | 0             | 0             | ?                     | ?                     | ?                     | ?                     | 0+       | 0+     | 0+          | 0+         |
| D. Tada       | 0         | 0         | 0           | 0          | 0             | 0             | 0             | 0             | ?                     | ?                     | ?                     | ?                     | 0+       | 0+     | 0+          | 0+         |
| M. Kurogi     | 1         | 0         | 0           | 0          | 0             | 0             | 0             | 0             | ?                     | ?                     | ?                     | ?                     | 1+       | 0+     | 0+          | 0+         |
| Y. Takeda     | 1         | -?        | 0           | 0          | 0             | 0             | 0             | 0             | ?                     | ?                     | ?                     | ?                     | 1+       | 0+     | 0+          | 0+         |
| H. Yamaguchi  | 34        | 6         | 3           | 0          | 8             | 1             | 0             | 0             | ?                     | ?                     | ?                     | ?                     | 42+      | 7+     | 3+          | 0+         |
| T. Yamashita  | 26        | 3         | 3           | 0          | 6             | 0             | 1             | 0             | ?                     | ?                     | ?                     | ?                     | 32+      | 3+     | 4+          | 0+         |
| T. Yokoyama   | 11        | 1         | 1           | 0          | 3             | 0             | 0             | 0             | ?                     | ?                     | ?                     | ?                     | 14+      | 1+     | 1+          | 0+         |
| T. Yoshino    | 0         | 0         | 0           | 0          | 0             | 0             | 0             | 0             | ?                     | ?                     | ?                     | ?                     | 0+       | 0+     | 0+          | 0+         |